# Pergalumna crassipora
Pergalumna crassipora är en kvalsterart som beskrevs av Sandór Mahunka 1995. Pergalumna crassipora ingår i släktet Pergalumna och familjen Galumnidae. Inga underarter finns listade i Catalogue of Life.